# Place du Ralliement
Pour les articles homonymes, voir Place du Ralliement (homonymie) et Ralliement.
La Place du Ralliement est une place de la ville d'Angers (Maine-et-Loire, France), située en plein centre de la ville, qui demeure le point de rassemblement et de passage de milliers d'Angevins au quotidien, ainsi que de meetings et d'événements divers. La Place du Ralliement est, depuis 2010, entièrement piétonne.

## Situation et accès
La place est accessible par :

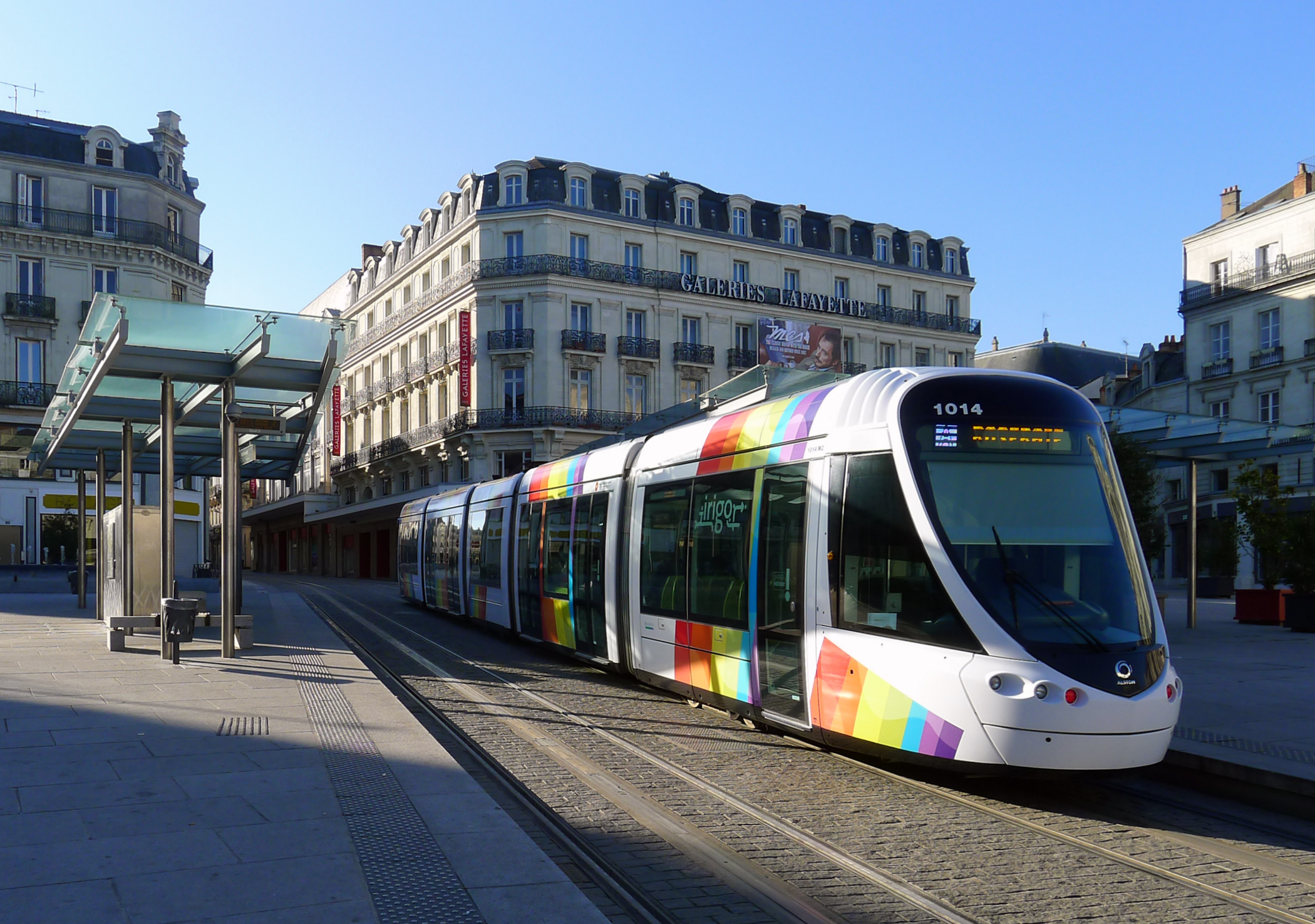
Station de tramway, place du Ralliement.

- Les bus de IRIGO ne desservent plus le Ralliement depuis avril 2008, date du lancement du chantier du tramway dans les rues adjacentes à la place, les travaux de la place ayant débuté en janvier 2009.
- La ligne C du tramway traverse la place avec la station Ralliement.
- Le parking souterrain, comprenant 420 places, est rouvert depuis fin avril 2010, le parking ayant deux issues automobiles : rue Chaussée Saint-Pierre, et sa sortie rue Saint-Maurille.

## Historique
Après la révolution de 1789, trois collégiales, Saint-Mainboeuf, Saint-Maurille et Saint-Pierre furent vendus commes "biens nationaux" en 1791. A ce moment, leurs cimetières respectifs sont déclassés et permettent un très large espace disponible. Très en pente et irrégulier prend d'abord le nom de la place Saint-Maurille. Elle fut baptisée Place du Ralliement du fait des rassemblements civils et militaires, notamment pour les condamnations à mort (tout comme la Place du Pilori), mais aussi le ralliement des conscrits et des militaires, ainsi que de la Garde Nationale.
Pendant la Révolution française, la place du Ralliement vit le 24 février 1793 la plantation d'un arbre de la Liberté. La guillotine y fut installée fin octobre 1793 à mi-octobre 1794. C'est ici que furent guillotinés les bienheureux Noël Pinot et Jean-Michel Langevin et quinze des 99 martyrs d'Angers (dont Rosalie du Verdier de la Sorinière)
La Place du Ralliement était très étroite en pente et de niveau irrégulier jusqu'en 1841 au moins. A la suite de l'incendie du Théâtre en 1865 et la disparition de l'hospice (à l'emplacement de l'actuelle entrée de la Rue Lenepveu) en 1872, la Place du Ralliement a été réaménagée et agrandie.

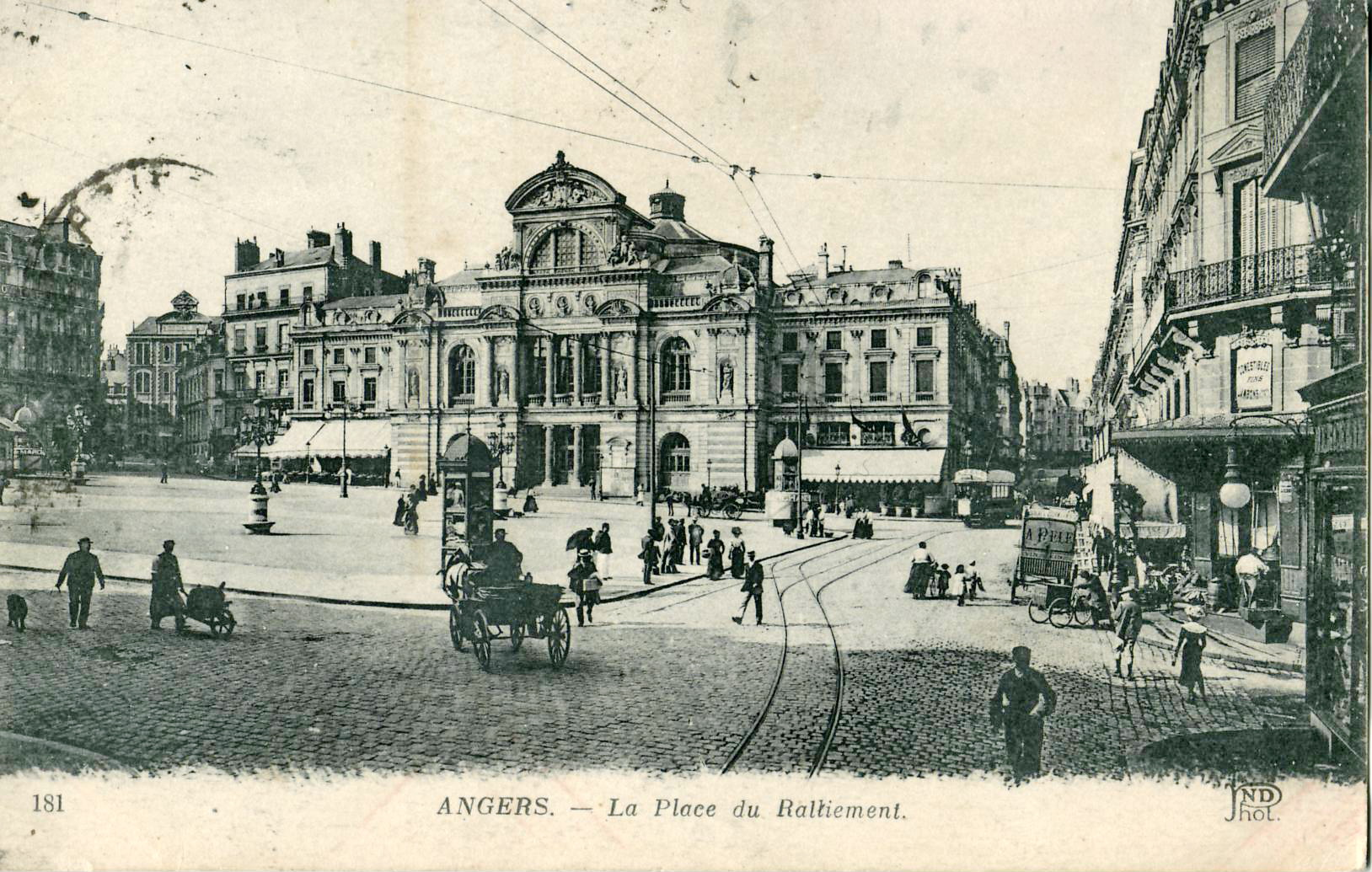
La Place au tout début du XX était parcourue par les rames de l'ancien tramway d'Angers

En 1994, la Place du Ralliement connaît de nouveaux travaux pour le réaménagement de l'esplanade. Le parking souterrain de 420 places construit dans les années 1970 est conservé.
Elle est de nouveau réaménagée en 2010 pour accueillir le tramway. Devenue piétonne et entièrement pavée, elle n'est accessible qu'aux piétons, tramways, vélos, véhicules d'urgences et véhicules de livraison. Les entrées du parking souterrain ont été déplacées dans les rues adjacentes afin de dégager l'espace pour installer la station de tramway Ralliement. Cette nouvelle configuration offre de plus grand espaces pour les manifestations annuelles comme les Accroche-Cœurs, la fête de la musique ou encore le marché de Noël, ainsi que pour le tournage de l'émission Midi en France en janvier 2012.
La Place du Ralliement est aussi le lieu de stationnement d'unités de CRS (et passages de véhicules banalisés de la police) pour prévenir d'éventuels troubles à l'ordre public, du fait notamment des soirées étudiantes. À l'État-major des polices nationales, on assure que, contrairement aux idées reçues, il est plus indiqué de placer les unités de CRS en centre-ville plutôt que dans les banlieues d'Angers.

## Bâtiments remarquables et lieux de mémoire

### Commerces
- La Place du Ralliement est le cœur commercial du centre-ville d'Angers. Elle accueille de grandes enseignes dont les Galeries Lafayette.
- Autres enseignes présentes : Bershka, Nature et Découvertes, Etam, Eram, Devred...
- Nombreux cafés et restaurants
- Vers la Place du Ralliement convergent les rues : des Deux Haies, de la Roë, Lenepveu, Cordelle, Saint-Maurille, d'Alsace, Saint-Denis (donnant un accès direct sur La Poste), Chaussée Saint-Pierre. Ces rues-là sont également des lieux où l'on trouve plus ou moins de restaurants, brasseries, kebabs, et commerces divers.

### Culture

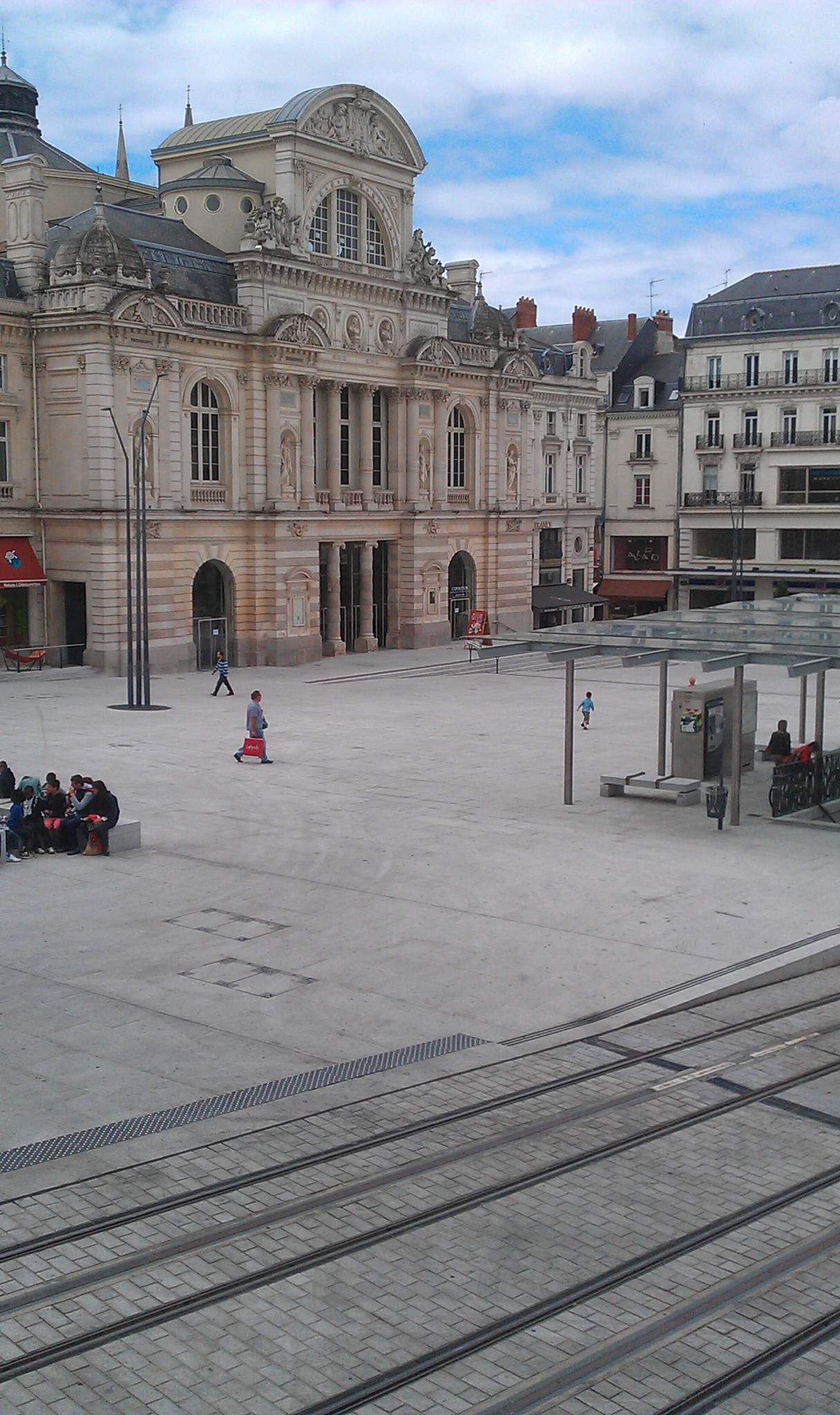
La place du Ralliement et le Grand Théâtre

- Le Grand Théâtre, comprenant une galerie d'exposition.
- La Place du Ralliement se situe à proximité du Musée Pincé (actuellement fermé) sur la Rue Lenepveu.